# Альтензальцведель
Альтензальцведель (нем. Altensalzwedel) — община в Германии, в земле Саксония-Анхальт.
Входит в состав района Зальцведель. Подчиняется управлению Зальцведель-Ланд. Население составляет 178 человек (на 31 декабря 2023 года), плотность — 11 чел/км². Занимает площадь 16,11 км².